# Ekranizacija
Ekranizacija ali filmska adaptacija je prenos dela v film v celoti ali v delu. Ekranizirana so večinoma leposlovna dela, lahko pa tudi novinarska, avtobiografije, stripi, scenariji, igre, zgodovinski dogodki ali celo drugi filmi (remake). Film na podlagi literarnega dela je bil v začetkih filmske industrije najobičajnejša izbira. 

## Elizija in interpolacija
Leta 1924 je Erich von Stroheim poskusil narediti zvesto filmsko adaptacijo romana McTeague Franka Norrisa. Nastal je 9 ur in pol dolg izdelek z naslovom Greed, ki ga je bilo treba dvakrat skrajšati na dolžino, primerno filmskemu mediju. Krajšanje (izpust) je torej standardni postopek pri ekranizaciji.
V nekaterih primerih filmske adaptacije interpolirajo prizore ali izumljajo protagoniste, ki v izvirniku niso prisotni. Glede na predvideno občinstvo želijo scenarist, režiser in filmski studio povečati čas določenega protagonista ali dodati nove protagoniste. Na primer v romanu Ironweed kratek trenutek nastopi prostitutka Helen, ki jo v filmski adaptaciji igra Meryl Streep, zaradi česar so pričakovali žensko občinstvo – iz tega razloga je imela Helen v filmu pomembnejšo vlogo kot v romanu.
Kot je poudaril Sergej Eisenstein v eseju o Charlesu Dickensu, se film najbolj približuje leposlovnemu delu z zunanjostmi in fizičnim opisom.
V slovenskem filmu sta na primer dober primer interpolacije (vključevanja) Cvetje v jeseni, kjer so poudarjene lepote narave, kar v izvirniku ni tako očitno, in pa na primer glasba v filmu Poletje v školjki, ki v izvirniku ne igra nobene vloge, v filmu pa je bistvenega pomena.

## Interpretacija kot prilagoditev (adaptacija)
Spremembe določajo časovne in medijske omejitve. Nekateri filmski teoretiki trdijo, da bi moral biti režiser popolnoma neobremenjen z virom, saj je roman roman in film je film. 
Filmi prinašajo lastnosti (kostumi, dekor), ki jih v izvirniku ni. Posebni sta filmski adaptaciji Petra Jacksona Gospodar prstanov in Hobit avtorja JRR Tolkiena, za katerega je večino vizualnih detajlov določil Tolkien sam, prav tako pa je z ustvarjalci filmskih serij Harry Potter tesno sodelovala avtorica JK Rowling, ki je scenografu Stuartu Craigu pripravila zemljevid Bradavičarke.
Pomemben vidik prilagoditve je vključitev zvoka in glasbe. V nekaterih primerih je glasba določena že v izvirniku (na primer v romanu Stephenie Meyer Somrak, lika Edward Cullen in Bella Swan oba poslušata Debussyjevo Clair de lune, za katero je izvirnik že znan, Edward pa tudi sestavi pesem Bella's Lullaby za Bello, ki nima izvirne glasbe.

## Filmske adaptacije po mediju

### Gledališke predstave
Filmi včasih za svojo podlago uporabijo gledališke igre. Znanih je več filmskih različic Shakespearovih del in veliko priredb njegovih iger, snemali pa so tudi številne filme, ki se sicer naslanjajo na njegova dela, ampak zelo površno (Zgodba z zahodne strani, Levji kralj in 10 razlogov, zakaj te sovražim). Podoben hit so broadwayske predstave, na podlagi katerih snemajo filmske adaptacije. Na Slovenskem je bil po gledališki igri Dialogi Primoža Kozaka posnet film Zarota.

### Televizijske serije
Filmi so občasno ustvarjeni iz filmskih serij ali televizijskih segmentov. V takih primerih je film daljši od izvirnika. Film South Park: Bigger, Longer & Uncut je primer filma, ki je bolj ekspliciten kot televizijska serija. V film je bila adaptirana serija Mr. Bean, in sicer v filma Bean in nadaljevanje Beanove počitnice, na slovenskem pa TV-serija o Prešernovem življenju. 

### Radio
Štoparski vodnik po galaksiji se je na primer začel kot radijska serija za BBC in nato postal roman, na podlagi katerega je nastal film. Radijski odseki so podobno kot televizijski segmenti večkrat uporabljeni kot kratki odseki v določenem filmu. Za predlogo pa so uporabljeni tudi radijski dialogi in fantastične zgodbe iz radia (npr. Fibber McGee and Molly ter The Life of Riley). Na Slovenskem je bil posnet po istoimenski radijski igri Franeta Milčinskega Ježka film Dobri stari pianino.

### Stripi
Liki stripa, še posebej superheroji, so že dolgo predloga filmskih adaptacij, in sicer od 1940. let, ko so nastajali filmi za otroke. Najbolj znani filmski adaptaciji stripovskih likov sta Superman in Batman, kasneje pa še X-Men in Spider-Man. Filmi, ki temeljijo na takšnih likih, skušajo zajeti vzdušje, ne pa same zgodbe. Liki so poenostavljeni ali posodobljeni. Bolj direktno so lahko adaptirani stripi, ki ne vsebujejo superherojev, kot je na primer Road to Perdition ali V for Vendetta.

### Videoigre
Filmi so lahko adaptacije videoiger, kar se je začelo v zgodnjih 1980. letih. Taki filmi so v preteklosti nosili ugled nezadostne kakovosti in so prejemali negativne ocene filmskih kritikov ali ljubiteljev iger, na katerih filmi temeljijo. Uspešnejši so bili filmi Mortal Kombat, Lara Croft: Tomb Raider, Silent Hill, Resident Evil in Prince of Persia, The Assassin's Creed, ki so prejeli tako negativne kot pozitivne kritike. Glavni razlog za kritiko so drastične razlike med originalom in filmsko adaptacijo, saj si v priredbah producenti, pisatelji in režiserji dovolijo veliko svobode. 
Med najbolj znanimi filmarji, ki adaptirajo videoigre, sta Uwe Boll (House of the Dead, Alone in the Dark, BloodRayne, In the Name of the King: A Dungeon Siege Tale) in Ed Wood (Plan 9 from Outer Space in Glen or Glenda).

### Adaptacije na podlagi drugih virov
Dokumentarni filmi nastajajo na podlagi novinarskih del. So pa lahko take vrste besedil tudi predloga za nastanek dramskih filmov (Vsi predsednikovi možje, V žarišču).
Idejo za nastanek filma lahko predstavlja pesem (Coward of the County, Ode to Billy Joe, Convoy in Pretty Baby), igrače (Transformers), mitologije in verska besedila (npr. grška mitologija in Biblija) ...

## Ekranizacija slovenskih literarnih del
Scenariji slovenskih filmov so večkrat oprti na leposlovje, ki mu je literarna zgodovina že priznala trajno vrednost (Jara gospoda, Samorastniki, Boj na požiralniku, Cvetje v jeseni ...), podoben uspeh pa imajo mladinski filmi, na primer Kekec in Srečno, Kekec, Poletje v školjki, znane filmske adaptacije so še Čas brez pravljic, Ljubezen nam je vsem v pogubo, Blues za Saro, Petelinji zajtrk, Traktor, ljubezen in rock'n'roll, Pokrajina št. 2, Lahko noč, gospodična, Ples v dežju, Šanghaj, Čefurji raus idr.